# Wildpark Eekholt
Koordinaten: 53° 56′ 57,2″ N, 10° 1′ 43,5″ O
Der Wildpark Eekholt ist ein Wildpark, der sich über Teile der Gemeinden Großenaspe, Bimöhlen und Heidmühlen im Kreis Segeberg (Schleswig-Holstein) erstreckt. Er beherbergt ca. 100 mitteleuropäische Arten mit über 700 Tieren auf einer Fläche von 67 Hektar, die naturnah gestaltet worden ist. Er ist Heimat des Wolfsinformationszentrums Schleswig-Holstein.
Mitten durch den Park, der durch die Naturräume Wald und Moor geprägt ist, fließt die Osterau, mit angrenzenden Auwiesen. Der Wildpark wurde 1970 von Hans-Heinrich Hatlapa ursprünglich als Rotwildforschungsgehege gegründet. Besonderer Wert wird auf das Naturerlebnis gelegt. Der Park dient gleichzeitig als Bildungsstätte für Umweltpädagogik.
Der Tierfilmer Heinz Sielmann hat im Wildpark Eekholt einige Tier- und Fernsehfilme über die heimische Tierwelt gedreht. Im Park findet sich auch das in der Jägersprache so bezeichnete Blesswild, eine seltene Farbvariante des Rothirsches.
Der nördliche Teil des Wildparks mit der Bezeichnung Moor und Heide ist ein anerkannter Naturerlebnisraum in Schleswig-Holstein.
1975 wurde ein Seeadler-Zuchtprogramm unter dem Greifvogelspezialisten Heinz Brüll ins Leben gerufen, um die heimische Seeadlerpopulation zu erhöhen. Einen Rückschlag erlebte das Projekt 1980, als eine Diebesbande das letzte damalige Seeadlerzuchtpaar stahl, vergiftete und präparierte.
1999 wurde der Wildpark als „Regionales Pädagogisches Umweltzentrum“ und  2007 als „Bildungspartner für Nachhaltigkeit“ durch die Landesregierung Schleswig-Holstein anerkannt. Der Wildpark Eekholt ist gemäß den europäischen Richtlinien für zoologische Einrichtungen zertifiziert worden. Er ist beteiligt am  Europäischen Erhaltungszuchtprogramm (EEP) bei Schwarzstorch und Seeadler.